# Бладспорт (DC Comics)
Бладспорт (англ. Bloodsport) — прозвище, используемое несколькими суперзлодеями, которые появляются в американских комиксах издательства DC Comics. Все эти версии существуют в основной общей Вселенной DC.
Версия Бладспорта Роберта Дюбуа дебютировала в живом исполнении в телесериале «Супергёрл», где его роль исполнил Дэвид Сент-Луис. Идрис Эльба сыграл этого персонажа в фильме Расширенной вселенной DC «Отряд самоубийц: Миссия навылет» (2021). Версия Александра Трента появилась в мультфильме «Лига справедливости против Смертоносной пятерки», где его озвучил Том Кенни.

## История публикации
Персонаж Роберт Дюбуа был создан писателем и художником Джоном Бёрном, и он впервые появился в Superman #4 (апрель 1987) в образе Бладспорта. Вторая версия, Александр Трент, впервые появился в The Adventures of Superman #507 (декабрь 1993) и он был создан писателем Карлом Киселем и художником Барри Китсоном. Третья версия, известная как Бладспорт III, впервые появилась в Superman #652 (июль 2006) и была создана писателями Куртом Бьюсиком и Джеффом Джонсом и художником Питом Вудсом. Демолития, женская версия Бладспорта, была представлена писателем Дэвидом Микелайни и художниками Кироном Дуайером и Дени Родье в Action Comics #718 (февраль 1996), где она преобрела технологии Бладспорта.

## Вымышленная биография

### Роберт Дюбуа
Роберт Дюбуа (англ. Robert DuBois) — уклонист от призыва во Вьетнам, у которого случился психический срыв, и он стал одержим войной во Вьетнаме после того, как узнал, что его брат ушёл вместо него. Дюбуа был призван на службу в Вооружённые силы США. Получив уведомление о вступлении в армию, Дюбуа бежал в Канаду не потому, что был морально против войны, а потому, что боялся смерти. Младший брат Дюбуа, Майкл, явился на призыв вместо него, выдав себя за Роберта. Майкла Дюбуа отправили воевать во Вьетнам, где он потерял и руки, и ноги. Узнав об этом, Дюбуа сошёл с ума от чувства вины.
Позже с Дюбуа связались сотрудники Лекса Лютора, которые искали пешку для убийства заклятого врага Лютора, Супермена. Оперативники Лютора под руководством человека по имени Кимберли сыграли на привязанности Дюбуа к Вьетнаму, чтобы психологически вызвать у него желание убить Супермена. Они также снабдили Дюбуа арсеналом мощного, продвинутого оружия, включая криптонитовое ружьё. Затем Дюбуа начал действовать в Метрополисе, называя себя Бладспортом. Теперь он утверждал, что и он, и его брат участвовали в боевых действиях во Вьетнаме и были там ранены. Разгневанный на жителей Метрополиса за то, что они растратили свободу, за которую, как он утверждал, боролись он сам и его брат, Бладспорт без разбора убил десятки невинных людей. В своём первом столкновении с Суперменом Бладспорт серьёзно ослабил его с помощью криптонитовой пули. Получив медицинскую помощь, Супермен снова столкнулся с Бладспортом. Даже Лютор попытался остановить Бладспорта, будучи возмущённым тем, что безумный убийца убил стольких людей, так как это привлекло бы внимание к его нападению. Супермену удалось вывести из строя устройство телепортации, которое Бладспорт использовал для доставки оружия к себе. Затем Бладспорт пригрозил взорвать блок питания своего прибора телепортации, взорвав десять квадратных миль города. Друг Супермена, Джимми Олсен, узнал об истинной личности Бладспорта и разыскал его брата. Столкнувшись с Майклом лицом к лицу, Бладспорт упал от горя и был взят под стражу.
У Дюбуа была короткая встреча с Дэдшотом, которая в конечном итоге была прервана Суперменом и Бэтменом. Он также появился в JLA/Avengers в качестве злодея, который вместе с группой других злодеев нападает на Вижена и Аквамена из засады. Позже он сражается со Сталью, но Хэл Джордан сдерживает его. Дюбуа оставался в тюрьме в течение нескольких лет и в конце концов заслужил неприязнь Александра Трента, другого заключённого на острове Страйкера, который с тех пор взял себе прозвище Бладспорт. Когда на острове Страйкера начала нарастать расовая напряжённость, начальник тюрьмы решил устроить боксёрский поединок между Дюбуа и Трентом. Он считал, что это идеальный способ дать заключённым возможность выплеснуть своё негодование, не провоцируя их на дальнейшие акты насилия. Чтобы обезопасить ситуацию, начальник тюрьмы попросил Супермена быть судьёй матча. Вспыхнул бунт, в результате которого Дюбуа завладел одним из орудий Трента и использовал его, чтобы пробить дыру в тюремной стене. Дюбуа бежал, чтобы вырваться на свободу, но, по-видимому, был застрелен вооружёнными тюремными охранниками в сторожевой башне.
После событий Dark Nights: Death Metal Дюбуа был вновь представлен во Вселенной DC во время Infinite Frontier. После смерти брата его психическое состояние ухудшилось, что привело его к тому, что он стал наёмником Бладспортом. После неудачной попытки убить Супермена его отправили в Белль-Рив, пока он не был вынужден вступить в Отряд самоубийц с заданием исследовать Мультивселенную ради личных амбиций Аманды Уоллер.

### Александр Трент

Александр Трент в качестве Бладспорта; художник — Барри Китсон

Персонаж Алекс Трент (англ. Alex Trent) — фанатичный расист, член группы сторонников превосходства белой расы, с которой Перри Уайт и Франклин Стерн столкнулись в юности. Он берёт себе имя Бладспорт, которое, по иронии судьбы, ранее использовал афроамериканец. У него также есть похожий телепортатор, вживлённый в его тело, который он также может использовать для вызова оружия. Он попадает в плен к Супермену после того, как Рон Трупе уничтожает склад, откуда он телепортировал своё оружие. Некоторое время спустя, в попытке разрядить растущую напряжённость в тюрьме Острова Страйкера, был организован боксёрский поединок между двумя Бладспортами. Тренту удаётся активировать свой телепортер и заполучить оружие. В возникшей неразберихе Дюбуа погибает при попытке к бегству. Позже Братство сжигает Трента в его тюремной камере за то, что он проявил слабость перед Дюбуа. С тех пор технология телепортации использовалась антикорпоративной линчевательницей Демолитией.

### Третья версия
Неназванный человек принял на себя прозвище Бладспорта и в конце концов объединился с Хеллграммитом, Серебряной Банши, Криптонитовым человеком, Игрушечником, Пазлом, Оголёным Проводом и Бунтом, чтобы сразиться с Суперменом. Супермен попытался остановить всех злодеев, особенно после того, как Бладспорт выстрелил в Джимми Олсена, хотя он остановил пулю. После этих событий Бладспорт оказался в толпе злодеев, перенесённых на другую планету во время событий Salvation Run, и он стал угрозой, с которой быстро справился Страж.

## Личность
Дюбуа делает вид, что он ожесточённый ветеран Вьетнама, который чувствует себя сильно преданным и отвергнутым своей страной, поэтому он испытывает сильный и праведный гнев по отношению к своим соотечественникам-американцам за то, что они растрачивают впустую свободы, которые вторжение во Вьетнам якобы помогло сохранить. Однако он не имеет непосредственного представления об этой войне, следовательно, его речи и характер в значительной степени заимствованы из фильмов о войне и народных представлений о ветеранах войны во Вьетнаме. Хотя поначалу он, казалось, осознавал, что его образ ветерана был вымышленным, он становился всё более бредовым и замкнутым. Описанный как очень жестокий и властный человек, Дюбуа был погружён в постоянные фантазии о том, что он солдат, и даже другие опасные заключённые тюрьмы Острова Страйкера в Метрополисе боялись его.

## Силы и способности
Хотя Роберт Дюбуа не обладает сверхчеловеческими способностями, при необходимости он зарекомендовал себя как грозный боец в рукопашной, благодаря своей отличной физической форме и бесстрашию бойца. У него есть устройство, которое позволяет ему мгновенно телепортировать к себе высокотехнологичное оружие из отдалённого места, многие из которых являются единственными в своем роде прототипами из передовых исследовательских проектов «LexCorp». Супермен описал этот арсенал как «экстрапространственный» как по качеству, так и по количеству.
Он невероятно силён и значительно более вынослив, чем обычный человек, о чём свидетельствует то, что он пережил несколько физических столкновений с Суперменом. Рефлексы и чувства Дюбуа необычайно остры и позволяют ему среагировать на выстрел Дэдшота и встревожить Супермена. Он быстрый и точный стрелок, владеющий широким спектром огнестрельного оружия, от ручного до наплечного. Он меткий стрелок на обе руки и может стрелять любой рукой без потери точности или скорости. Помимо своих огромных размеров и мускулатуры, безумный Дюбуа, похоже, обладает значительным уровнем маниакальной силы и напористости: В боксерском поединке он стоял лицом к лицу с Александром Трентом, человеком, обладавшим почти сверхчеловеческой силой и рефлексами.

## Вне комиксов

### Телевидение
- Версия Бладспорта Роберта Дюбуа появляется в мультсериале «Лига справедливости: Без границ», но он не говорит ни слова.[69][70][71] Эта версия является членом Тайного общества Гориллы Гродда.[71] До и во время эпизода «Живой!» Лекс Лютор берёт на себя командование Обществом, но Гродд поднимает мятеж. Бладспорт изначально принимает сторону последнего, но позже переходит на сторону Лютора, прежде чем он и большая часть Общества погибают от рук Дарксайда.[72]
- Версия Бладспорта Роберта Дюбуа появляется в эпизоде сериала «Супергёрл» «Девушка из стали», где его роль исполнил Дэвид Сент-Луис.[73] Изначально он был военным, пока его не поймали на краже оружия, и после этого он стал наёмником и террористом.[74][75][76]

### Кино

Идрис Эльба в роли Бладспорта в «Отряде самоубийц: Миссия навылет».

- Версия Бладспорта Александра Трента появляется в мультфильме «Лига справедливости против Смертоносной пятерки», где его озвучивает Том Кенни[77] Эта версия является сумасшедшим сторонником теорий заговора.[78][79]
- Версия Бладспорта Роберта Дюбуа появляется в фильме «Отряд самоубийц: Миссия навылет», где его роль исполнил Идрис Эльба.[80][81] Эта версия является чернокожим британским наёмником, вооружённым высокотехнологичным костюмом и складным оружием, которым может пользоваться только он,[82][83] и он отбывает срок в тюрьме за то, что выстрелил в Супермена криптонитовой пулей.[84] Кроме того, у него есть дочь по имени Тила (её играет Сторм Рид).[85][86]

### Видеоигры
- Версия Бладспорта Роберта Дюбуа появляется в качестве призываемого персонажа в Scribblenauts Unmasked: A DC Comics Adventure.[87]
- Версия Бладспорта Роберта Дюбуа, вдохновлённая его образом из DCEU, появляется в качестве скина в Fortnite: Battle Royale.[88]